# Banjo

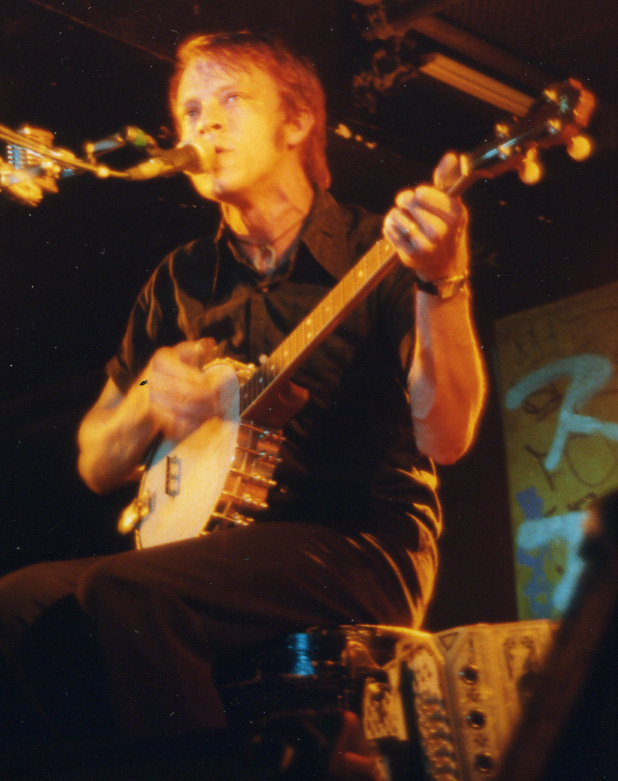
David Eugene Edwards hrající na tenorové bendžo

Banjo (zřídka bendžo či benžo) je drnkací čtyř-, pěti- nebo šestistrunný nástroj. Tón vzniká podobně jako u kytary rozechvěním struny mezi nultým pražcem a kobylkou. Pomocí hmatníku je možné struny zkracovat a tím zvyšovat jejich tón.
Pro banjo jsou typické hudební styly jazz, country a bluegrass.

## Popis
Zvuk strun banja je zesilován zvláštním kruhovým bubínkem, na kterém je napnuta blána. O blánu se opírá kobylka a rozeznívá ji. Některé druhy banja mají ještě dřevěnou ozvučnou skříň, která uzavírá bubínek z druhé strany.
Banjo se skládá z několika základních částí:
- Krk je opatřen mechanikami pro napínání strun a hmatníkem s pražci.
- Tělo je tvořeno poměrně složitým mechanismem pro napínání blány a rezonátorem:
  - Korpus je dřevěný kruhový rám, na kterém je napnuta blána a ke které je připevněn krk. V dolní části je opatřen struníkem pro upevnění strun.
  - Tónový ring je obvykle kovový (bronzový, zinkový, hliníkový) prstenec, nasazený shora na korpus. Tvoří zvuk nástroje a určuje tak kvalitu nástroje. Některá banja mají jako tónový ring jen kovovou obruč, nebo tlustý drát. V poslední době se začínají vyrábět toneringy z exotických druhů dřev.
  - Napínací systém umožňuje upevnění a napnutí blány. Tvoří ho napínací háčky, přítlačný prstenec a mezikruží připevněné ke korpusu. Prstenec přidržuje blánu na tónovém ringu a je napínán háčky rozmístěnými po obvodu těla. Jejich druhý konec je provlečen otvory v mezikruží a utažen maticemi.
  - Blána byla původně vyráběna z oslí nebo hovězí kůže. Ta však má některé nevýhodné vlastnosti – její zvuk je závislý na vlhkosti vzduchu. Postupně byla tedy kožená blána nahrazena blánou umělou, která je stálejší. Pro některé účely se vyrábí umělá blána, která napodobuje vzhled i zvuk kůže.
  - Rezonátor slouží k docílení plnějšího a hlasitějšího zvuku nástroje. Je to klenutý dřevěný kryt, který uzavírá spodní hranu korpusu. Ovlivňuje podstatně zvuk nástroje. Některá banja, určená pro tzv. old-time styl (také folkový styl), rezonátor nemají a nazývají se open back (otevřený zadek).

- Kobylka přenáší zvuk strun na blánu a svou polohou také určuje výšku tónu struny. Je vyrobena nejčastěji z javoru s ebenovou hranou. Její tvar, výška a materiál ovlivňuje zvuk nástroje.
- Struny se používají kovové, tenčí než pro kytaru. Je možné použít různé tloušťky podle techniky hry. Počet strun je u jednotlivých druhů banja různý, od 4 až po 8.

Ladění banja není jednotné. Obvykle je naladěno do některého akordu, ale jednotliví hráči si ladění přizpůsobují podle svého stylu nebo dokonce podle hrané písně. To platí především pro old-time hudbu a pětistrunné bendžo, ostatní druhy mají ladění již ustálené.

## Historie
Moderní banjo vzniklo v USA koncem 17. století. Kořeny tohoto nástroje sahají do Afriky, odkud byl přivezen společně s otroky do Ameriky.

## Druhy banja

### Šestistrunná banja (kytarová)
Šestistrunné banjo má stejné ladění jako kytara, v Česku toto banjo používal např. Robert Kodym ze skupiny Wanastowi Vjecy, v zahraničí pak např. americká zpěvačka Taylor Swift.

Pětistrunné bendžo

### Pětistrunná banja
Synonymem pro pětistrunné bendžo by mohl být název bluegrass bendžo, jelikož bluegrass je hudba, kde se tento nástroj nejčastěji vyskytuje. Anglicky se nazývá five string banjo či 5-string banjo.
Tento nástroj je snadno identifikovatelný podle kolíku páté struny, který ční z boku krku, nejčastěji na 5. poli (bluegrass bendžo), nebo na 8. poli (folkové pětistrunné bendžo). Folkové banjo oproti bluegrassovému má tedy krk o tři pole delší a rovněž jiné ladění. 
Nejčastější ladění pětistrunného banja je g D G H d (open G - základní ladění bluegrassového banja), další ladění jsou f# D F# A d (open D - základní ladění folkového banja), dále třeba g D G B d (G moll), populární je také g C G H d nebo zdvojeně g C G C d a mnoho dalších…
První pětistrunné bendžo postavil americký představitel minstrelské muziky Joel Walker Sweeney v roce 1831. Následovala rychlá popularizace nástroje, stejně jako vymýšlení spousty stylů, jak hrát na tento hudební nástroj s charakteristickým zvonivým zvukem, který vydávala vysoko laděná pátá struna (umístěná hned vedle nejníže naladěné struny). V meziválečném období upadal tento nástroj pomalu v zapomnění, dochovalo se zejména díky horalské muzice (tzv.  hillbilly music, old-time music či mountain music), kterou hráli lidé v oblasti Apalačského pohoří (Kentucky, Severní Karolína, Tennessee). Pětistrunné bendžo mělo tehdy pověst nástroje, který používají jen pouliční a estrádní komici, napodobující zpěváky nejčastěji černošského původu.
Zhruba od roku 1945 prošlo pětistrunné bendžo obrovským rozmachem, když nyní nejslavnější banjista všech dob Earl Scruggs začal hrát v kapele Billa Monroea (Bill Monroe and his Blue Grass Boys) svým osobitým stylem, který ctil melodickou linku. Jako jeden z prvních použil tříprstou techniku pravé ruky, hranou kovovými prstýnky. Tento styl používali už někteří hráči před 2. světovou válkou, ale nedosáhli Scruggsovy brilantnosti a způsobu hraní melodie. Dalším osobitým stylem hrál Don Reno, který používal místy až jazzové obraty.
V 60. letech vyvinulo několik hráčů nezávisle na sobě tzv. melodický styl, který se lišil od Scruggsova stylu (ten se držel melodie jen přibližně) použitím rozsáhlých částí melodických stupnic. Jeho propagátorem byl zejména Bill Keith.
Folkové pětistrunné banjo se liší délkou krku, oproti bluegrassovému banju má o tři pražce více (tedy celkem 25, oproti 22 pražcům u bluegrassového banja), a přidaná pátá struna je až na osmém pražci. Velkým propagátorem hry na folkové banjo byl slavný americký folklorista, písničkář, skladatel a politický aktivista Pete Seeger. V 60. letech minulého století napsal a vydal také první školu hry na pětistrunné banjo.
Další významní nejen američtí hráči: Don Reno, Ralph Stanley, Sonny Osborne, Bill Emerson, J. D. Crowe, Bill Keith, Tony Trischka, Jens Krüger, Peter Wernick, Ben Eldridge, Courtney Johnson, Terry Baucom, Jim Mills, Scott Vestal, Noam Pikelny, Béla Fleck…
V Československu byl nejvýznamnějším popularizátorem pětistrunného banja Marko Čermák, zakládající člen skupiny Greenhorns, díky němuž bluegrassová muzika zapustila kořeny i v Zemích koruny české.

### Čtyřstrunná banja

#### Tenorové banjo
Tenorové banjo má čtyři struny kvintově laděné jako viola. Používá se zejména v tradičním jazzu (dixieland a raný swing). Nejtenčí struna je A, následuje D, G a C. Tenorové banjo má krk s 19 pražci. V irské tradiční hudbě se uplatňuje varianta se 17 pražci.
Na tenorové banjo hrál Waldemar Matuška a také Ivan Mládek, který jej však již poměrně dávno vyměnil za plectrum banjo.

#### Plectrum banjo

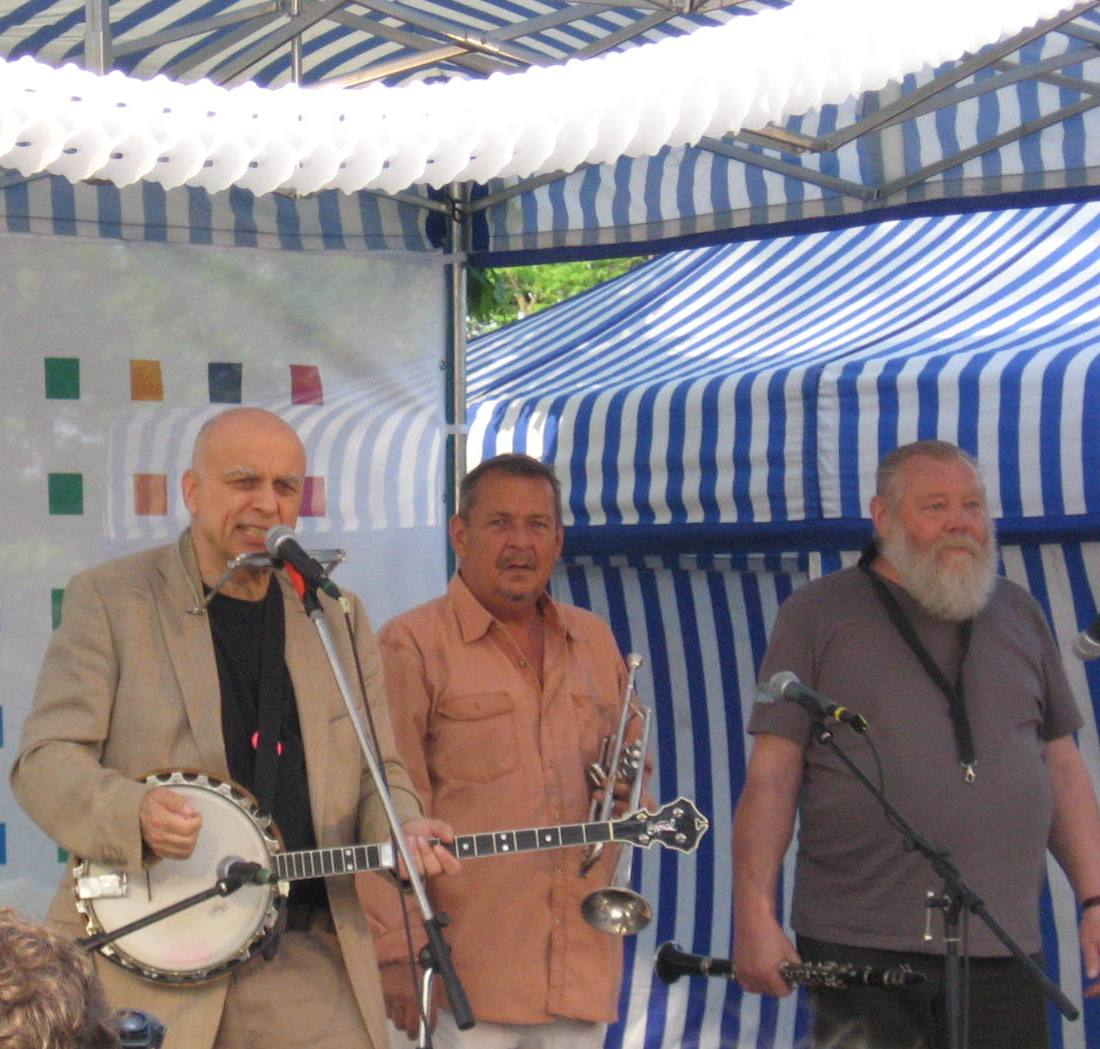
Ivan Mládek (plectrum banjo)

Plectrum banjo má na rozdíl od tenorového banja 22 pražců (má tedy delší krk). Je stejně dlouhé jako pětistrunné banjo, ovšem bez páté zkrácené struny. Převládající ladění je CGHD, tzn. první dvě struny (nejtlustší) jsou shodné s tenorovým banjem, nejvyšší struna D je shodná s druhou nejvyšší na tenor banju a mezi nimi se u plectrum banja ještě nachází struna H. Oproti tenorovému banju tak základní ladění plectrum banja nezachovává neměnný kvintový interval mezi všemi strunami, což pro začínající hráče se zkušenostmi z tenor banja nebo některých jiných strunných nástrojů může být komplikace při vybrnkávání melodie. Pomůckou může být vynechat při vybrnkávání zcela "problematickou" strunu H a např. při postupu nahoru přejít ze struny G rovnou na strunu D, pak je postup stejný jako u tenor banja. Vedle tohoto nejběžnějšího ladění se lze u plectrum banja setkat ještě s alternativním tzv. Chicago laděním, kdy je banjo laděno stejně jako 4 nejtenčí struny na kytaře. Praktická výhoda tohoto ladění je zřejmá – je možné použít hmaty odvozené z kytarových akordů. Rozdíl obou ladění je přirozeně poznat na celkovém "soundu" banja a každý hráč se tak může rozhodnout, který zvukový projev mu více vyhovuje.
Z předních světových hráčů na plectrum banjo je třeba uvést na prvních dvou místech opravdové legendy tohoto nástroje, a to jména Harry Reser a Eddie Peabody. Z mladší generace plectrum banjistů si jednoznačně zaslouží pozornost například Buddy Wachter, Ken Aoki, Dave Marty a celá řada dalších… Je otázkou, proč se v Česku plectrum banjo netěší zdaleka takové oblibě jako banjo tenorové. Např. v USA je tomu spíše naopak. V Česku na plectrum hraje Ivan Mládek, který používá Chicago ladění.

#### Uke banjo
Basové uke banjo

### Ostatní druhy
Mandolinové banjo - obvykle osmistrunné, kde původní čtyři struny banja jsou zdvojené.